# Ancienne magnanerie de Tajima Yahei
 (mai 2020).
Si vous disposez d'ouvrages ou d'articles de référence ou si vous connaissez des sites web de qualité traitant du thème abordé ici, merci de compléter l'article en donnant les références utiles à sa vérifiabilité et en les liant à la section « Notes et références ».
L'ancienne magnanerie de Tajima Yahei (田島弥平旧宅, Tajima Yahei Kyūtaku) est un bien patrimonial situé dans le village de Sakaishima, dans la ville d'Isesaki du département de Gunma. La magnanerie est l'ancienne maison de Tajima Yahei, sériciculteur influent du début de l'ère Meiji, connu pour avoir rédigé une nouvelle théorie séricicole qui donne naissance à une magnanerie d'un nouveau style. En 2012, l'ancienne magnanerie de Tajima Yahei est désignée « site historique national » puis inscrite au patrimoine mondial de l'UNESCO sous la dénomination « Filature de soie de Tomioka et sites associés » en 2013. 

## Tajima Yahei

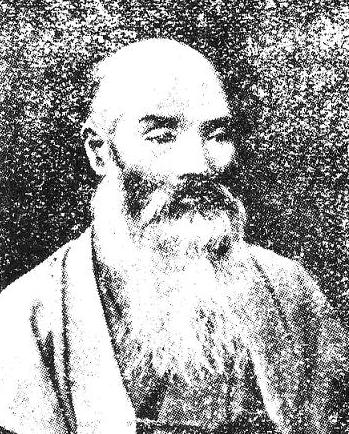
Tajima Yahei

Tajima Yahei (1822-1898) est un sériciculteur et producteur de graines de vers à soie de l'actuelle ville d'Isesaki. Il est connu pour avoir publié les « Nouvelles théories sur la sériciculture » (『養蚕新論』) en 1872 et la « Suite des nouvelles théories sur la sériciculture » (『続養蚕新論』) en 1879. Au début de l'ère Meiji, il établit la méthode Seiryō-iku (清涼育) qui se diffuse largement dans le pays, et aménage le premier étage de sa maison ainsi que sa grange en une magnanerie pour mettre en pratique sa théorie. Tajima Yahei ne s'arrête pas à l'élevage des vers à soie en tant que tel, il s'intéresse également à l'architecture des chambres d'élevage. Il diffuse ses connaissances dans tout le pays à travers des écrits. En 1892, il est décoré de la médaille au ruban vert (緑綬褒章, Ryokujuhōshō), décernée à « ceux dont la vertu remarquable a contribué à améliorer la société par leur service dévoué », pour sa contribution au développement de la sériciculture moderne. 

## Les magnaneries de style Shimamura
Au début de sa carrière, Tajima Yahei ne pratique pas la régulation thermique des chambres d'élevage, il élève ses vers à soie en s'intéressant tout particulièrement à la ventilation naturelle, mais il se tourne peu à peu vers une méthode de contrôle artificiel de la température appelée Ondan-iku (温暖育). Ne parvenant pas à des résultats satisfaisants, il procède par tâtonnements avant de développer sa propre technique d'élevage basée essentiellement sur la ventilation, appelée Seiryō-iku (清涼育).
Afin de mettre en pratique sa nouvelle méthode, il aménage sa grange en une magnanerie sur deux niveaux. Après une première récolte, il prend acte de ses erreurs et installe l'année suivante des fenêtres dans le toit (Yagura) pour permettre une meilleure ventilation à l'intérieur de la magnanerie. Observant de bons résultats, il améliore encore la circulation de l'air en aménageant un troisième étage. Dans sa résidence principale, il fait construire un unique toit surélevé sur toute la longueur du bâtiment (Souyagura, 総ヤグラ). Il est admis que la méthode Seiryō-iku (清涼育) a été développée lorsque le ré-aménagement de ces deux magnaneries fut achevé en 1863.  
L'année suivante, en 1864, l'interdiction d'exportation de graines de vers à soie et de soie grège est levée. En conséquence, le nombre de producteurs de graines de vers à soie augmente dans le village de Shimamura et un grand nombre d'entre eux adoptant le style architectural de Tajima Yahei, les magnaneries comportant des yagura sont vite appelées « magnaneries de style Shimamura » (「島村式蚕室」, Shimamura-shiki sanshitsu). Celles-ci se diffusent dans tout le Japon.
Lors d'une inspection des régions productrices de soie en 1869 après une montée successive du prix des graines et de la soie grège, le ministre plénipotentiaire italien en poste au Japon, Conte Vittorio Sallier De La Tour, et le secrétaire de l'ambassadeur d'Angleterre au Japon, Francis Ottiwell Adams, reconnaissent tous deux la qualité des graines et de la soie produites par Tajima Yahei grâce à sa méthode Seiryō-iku.
À partir de la deuxième moitié de l'ère Meiji (1868-1912), la méthode Seiryō-iku (清涼育) est détronée par la méthode d'élevage Seion-iku (清温育) de Chōgorō Takayama, basée sur le contrôle artificiel de la température, de l'humidité et sur la ventilation naturelle. La ventilation naturelle étant toujours importante, les yagura caractéristiques du style Shimamura ne sont cependant pas abandonnés. 

## Caractéristiques des bâtiments

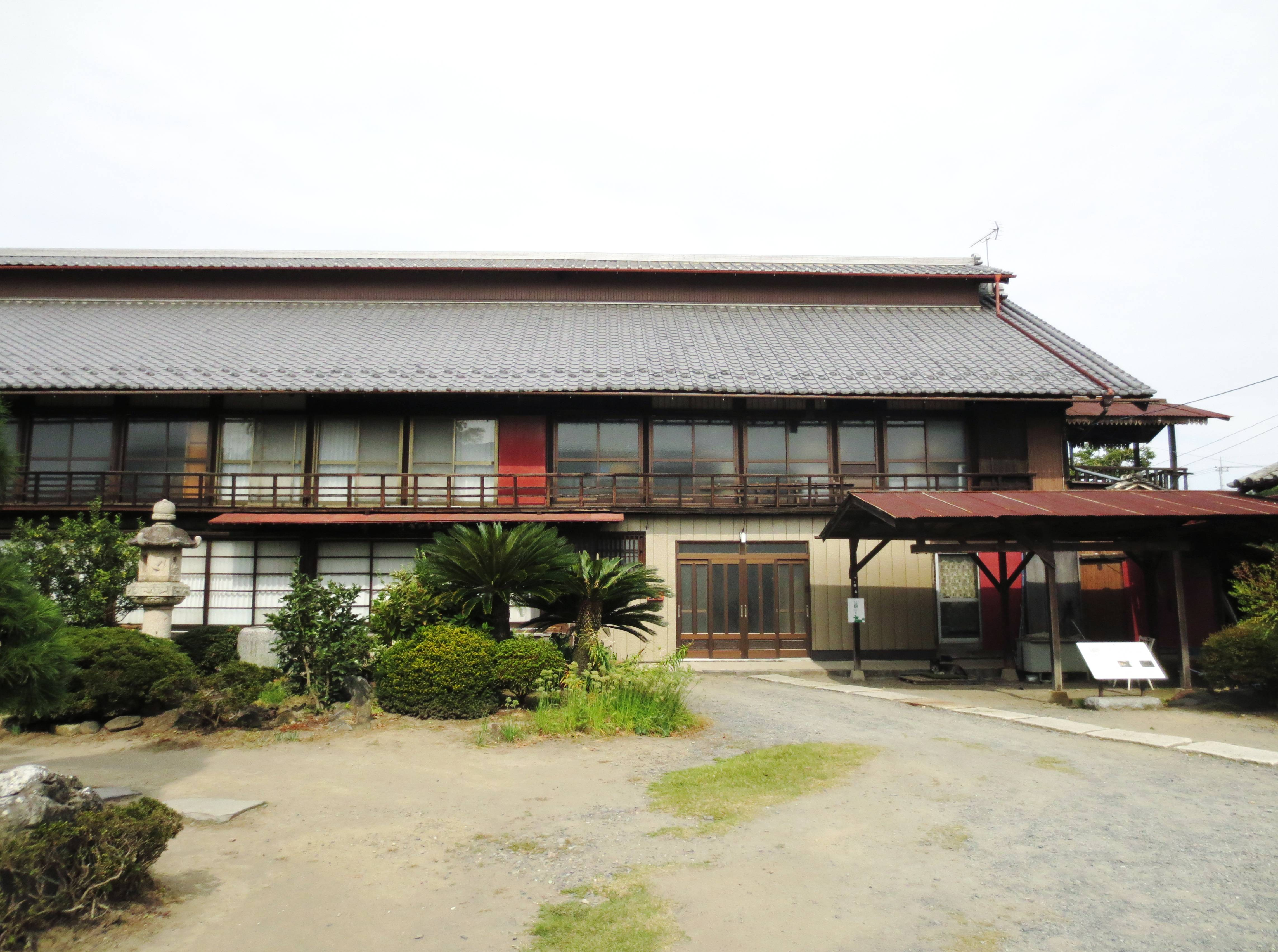
Résidence principale de l'ancienne magnanerie de Tajima Yahei

La résidence principale de l'ancienne magnanerie de Tajima Yahei est actuellement conservée dans son état de 1863 après l'aménagement des yagura. La plaque de bois commémorant les travaux de novembre 1863 est toujours en place. D'une hauteur de 9,4m et d'une largeur de 25,380m, le bâtiment est construit sur deux niveaux et recouvert de tuiles. La résidence principale est la première magnanerie japonaise à être équipée d'un toit surélevé sur toute la longueur du bâtiment (Souyagura, 総ヤグラ). Ce type de toit surélevé percé d'ouvertures, favorisant une bonne circulation de l'air dans la magnanerie, permet la construction d'un toit en tuile qui était jusqu'alors mal aimé des sériciculteurs car contrairement au bois et à chaume, la tuile enferme la chaleur à l'intérieur du bâtiment. Le yagura est un élément essentiel de la méthode Seiryō-iku dont Tajima Yahei lui-même revendiquait avec fierté la mise au point. 
Autrefois, une « nouvelle magnanerie » (「新蚕室」, Shin-sanshitsu) sur deux niveaux avec un toit surélevé sur toute la longueur du bâtiment était construite dans la continuité de la résidence principale. Cette magnanerie n'est pas mentionnée dans les « Nouvelles théories sur la sériciculture » (『養蚕新論』) de 1872, mais elle aurait été le modèle des chambres d'élevage construites en 1875 sur les terres défrichées de Matsugaoka (松ヶ岡開墾場蚕室, Matsugaoka kaikonjo sanshitsu) dans le département de Yamagata. Elle aurait ainsi été construite entre 1872 et 1875, puis démolie en 1952, mais les pierres de fondation et la passerelle qui la reliaient à la résidence principale subsitent. En 1952, une partie de la résidence principale est supprimée mais on estime que le paysage est inchangé depuis cette date.
Seules les pierres de fondation subsistent de la grange aménagée en chambre d'élevage. 
L'entrepôt à feuilles de mûrier construit en 1896, la résidence principale et l'entrepôt à graines sont toujours visibles. 

## Politiques de protection du patrimoine
Les descendants de Tajima Yahei vivant aujourd'hui encore dans la résidence principale, de nombreux travaux de conservation sont menés. Une étude historiographique a été effectuée entre 1986 et 1988 par la ville de Sakai, à laquelle appartenait le village de Shimamura.
À partir de 2003, une volonté d'inscrire la Filature de soie de Tomioka au patrimoine mondial de l'UNESCO émerge, et en 2006 le département de Gunma et la ville de Tomioka soumettent un dossier de recommandation incluant des sites associés à l'histoire du développement de la sériciculture moderne. L'ancienne magnanerie de Tajima Yahei faisait partie des sites inspectés par le service de promotion du patrimoine mondial du département de Gunma en 2006; mais elle n'est finalement pas incluse dans le dossier de recommandation. Cependant, la famille Tajima et la ville d'Isesaki montrant une nouvelle volonté de préserver le patrimoine hérité de Tajima Yahei, l'ancienne magnanerie est finalement ajoutée au dossier de recommandation et est nommée « site patrimoinal national » le 19 septembre 2012 pour son « importance dans le développement de l'industrie séricicole moderne ».
Dans le dossier final déposé en janvier 2013, quatre sites associés ayant contribué au développement et à la diffusion d'une espèce de vers à soie d'excellence sont présentés : l'ancienne magnanerie de Tajima Yahei, la Filature de soie de Tomioka, les entrepôts de réfrigération d'Arafune et l'école de sériciculture Takayama-sha. L'ancienne magnanerie est notamment retenue pour la diffusion d'un nouveau style architectural pour les magnaneries, l'établissement de la méthode Seiryō-iku, pour son rôle pivot dans le développement de l'industrie séricicole au début de l'ère Meiji, ainsi que pour les échanges commerciaux internationaux qui y ont pris place.

## Tourisme

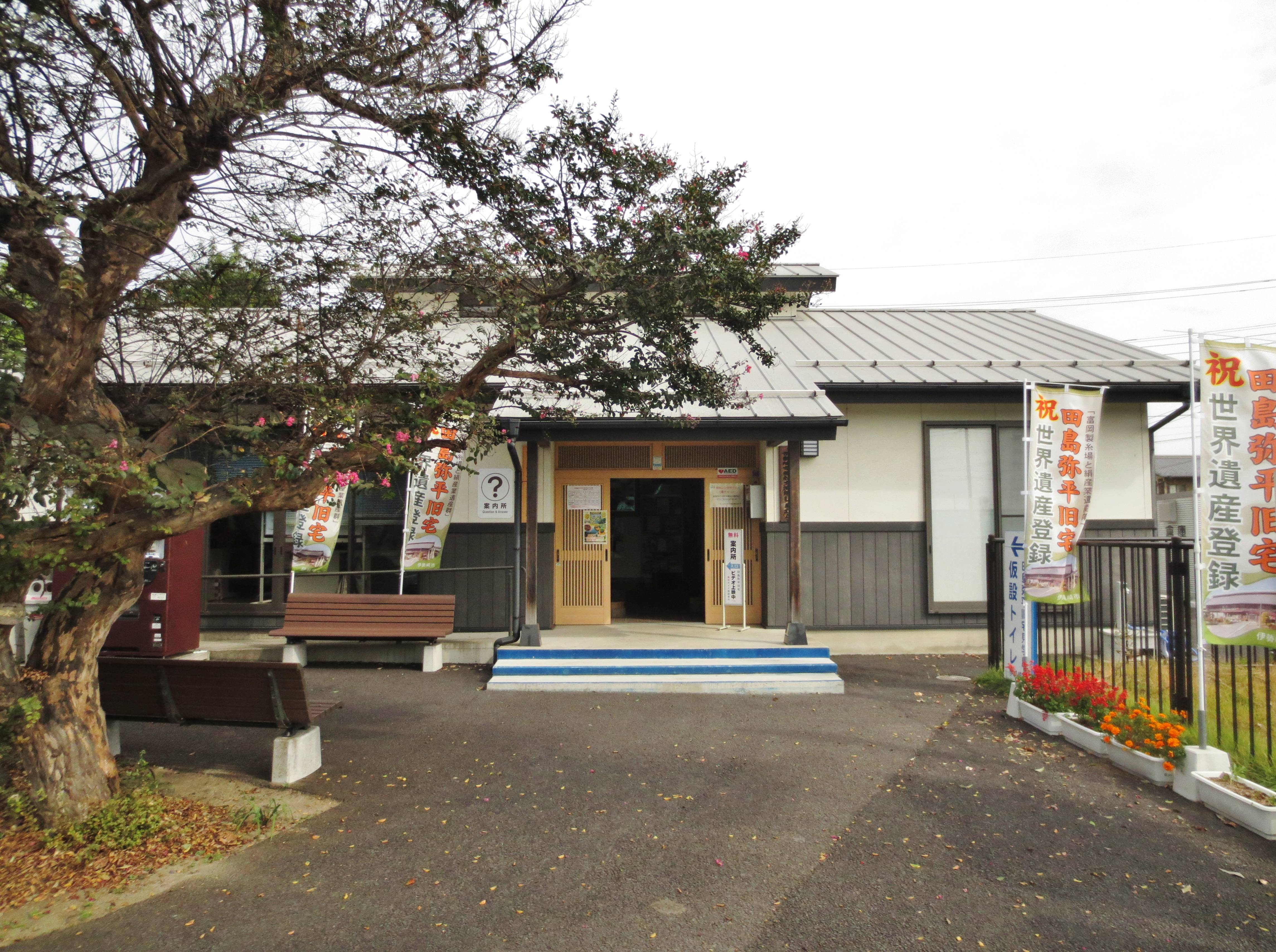
Centre d'informations de l'ancienne magnanerie de Tajima Yahei

L'ancienne magnanerie de Tajima Yahei est située à 20 minutes en taxi de la gare JR d'Isesaki et de la gare de Honjō. 
Dans le dossier de recommandation des experts de l'ICOMOS en vue de l'inscription du site qui se base sur le rapport de recommandation du gouvernement japonais, le nombre de visiteurs annuel était estimé à quelques milliers. Néanmoins, celui-ci est monté en flèche durant la golden week, juste après la publication du rapport de recommandation de l'ICOMOS. Entre le 26 avril et le 6 mai, le site a accueilli 3 192 visiteurs dont 550 visiteurs en un seul jour le 4 mai.  
L'ancienne magnanerie de Tajima Yahei étant toujours habitée, l'intérieur des bâtiments est fermé à la visite mais l'accès au jardin est possible. La ville d'Isesaki a néanmoins mis en place un centre d'informations du lieu avec une maquette et des panneaux d'exposition présentant la valeur de ce patrimoine. 

## Sources
- (ja) Cet article est partiellement ou en totalité issu de l’article de Wikipédia en japonais intitulé « 田島弥平旧宅 » (voir la liste des auteurs).